# Arthroleptis bioko
Arthroleptis bioko är en groda i familjen Arthroleptidae som förekommer på ön Bioko i Guineabukten.
Utbredningsområdet ligger i öns bergstrakter mellan 1300 och 1820 meter över havet. Habitatet utgörs av skogar där grodan lever i lövskiktet. Arthroleptis bioko vistas gärna nära vattendrag men det är inte känt om den är beroende av öppet vatten.
Hos andra arter av samma släkte förekommer ingen metamorfos. När äggen kläcks har individerna redan samma utseende som de vuxna djuren. Fortplantningen hos Arthroleptis bioko antas vara lika.
Kring berget Pico Basile inrättades en nationalpark. Andra delar av skogen är för tillfället (året 2015) inte hotade. I framtiden kan jordbruksmark etableras i bergstrakterna. På grund av den begränsade utbredningen listas arten av IUCN som starkt hotad (EN).